# Liste des aéroports les plus fréquentés en Bosnie-Herzégovine
Cet article dresse la liste des aéroports les plus fréquentés de la Bosnie-Herzégovine .

## En graphique
Pour des raisons techniques, il est temporairement impossible d'afficher le graphique qui aurait dû être présenté ici.

Voir la requête brute et les sources sur Wikidata.